# Maude Karlén
Maude Astrid Karlén, née le 25 novembre 1932 à Stockholm, est une gymnaste artistique suédoise. 

## Palmarès

### Jeux olympiques
- Melbourne 1956
  -  médaille d'argent aux exercices d'ensemble avec agrès portatifs par équipes